# JR East série E353
La série E353 (E353系, E353-kei) est un type de rame automotrice exploitée par la compagnie East Japan Railway Company (JR East).

## Histoire
La série E353 a été dévoilée par la JR East en février 2014 comme la remplaçante de la série E351 sur les services Super Azusa entre Tokyo et Matsumoto. Les premières rames entrent en service commercial le 23 décembre 2017. La série a remporté un Laurel Prize en 2018.

## Description
Les rames sont composées de 9 ou 3 caisses en alliage d'aluminium. Les cabines de conduite sont situées en hauteur, permettant l'intercirculation entre deux rames accouplées. Comme la série E351, la série E353 utilise une pendulation active.
Le design extérieur et intérieur a été réalisé par la société Ken Okuyama Design.

## Affectation
Les rames de la série E353 assurent l'ensemble des services express Azusa et Kaiji sur les lignes Chūō, Sōbu, Shinonoi et Ōito. Elles assurent également les services Fuji Excursion sur les lignes Chūō et Fujikyuko (uniquement en version 3 voitures), les services Ōme sur les lignes Chūō et Ōme, les services Hachiōji sur la ligne Chūō, et les services Shinshū sur les lignes Shinonoi et Shin'etsu.

## Galerie photos

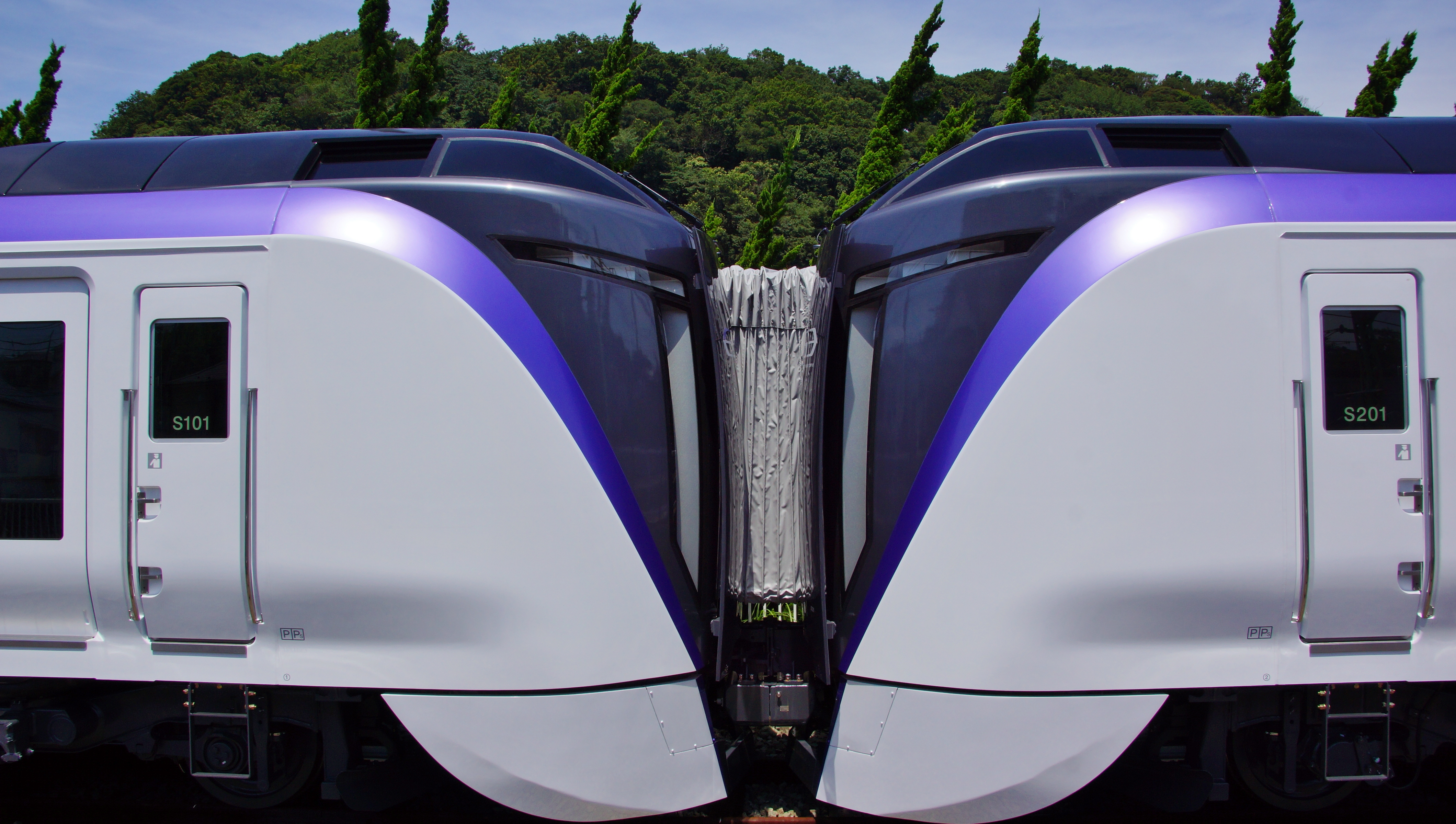
Deux rames accouplées
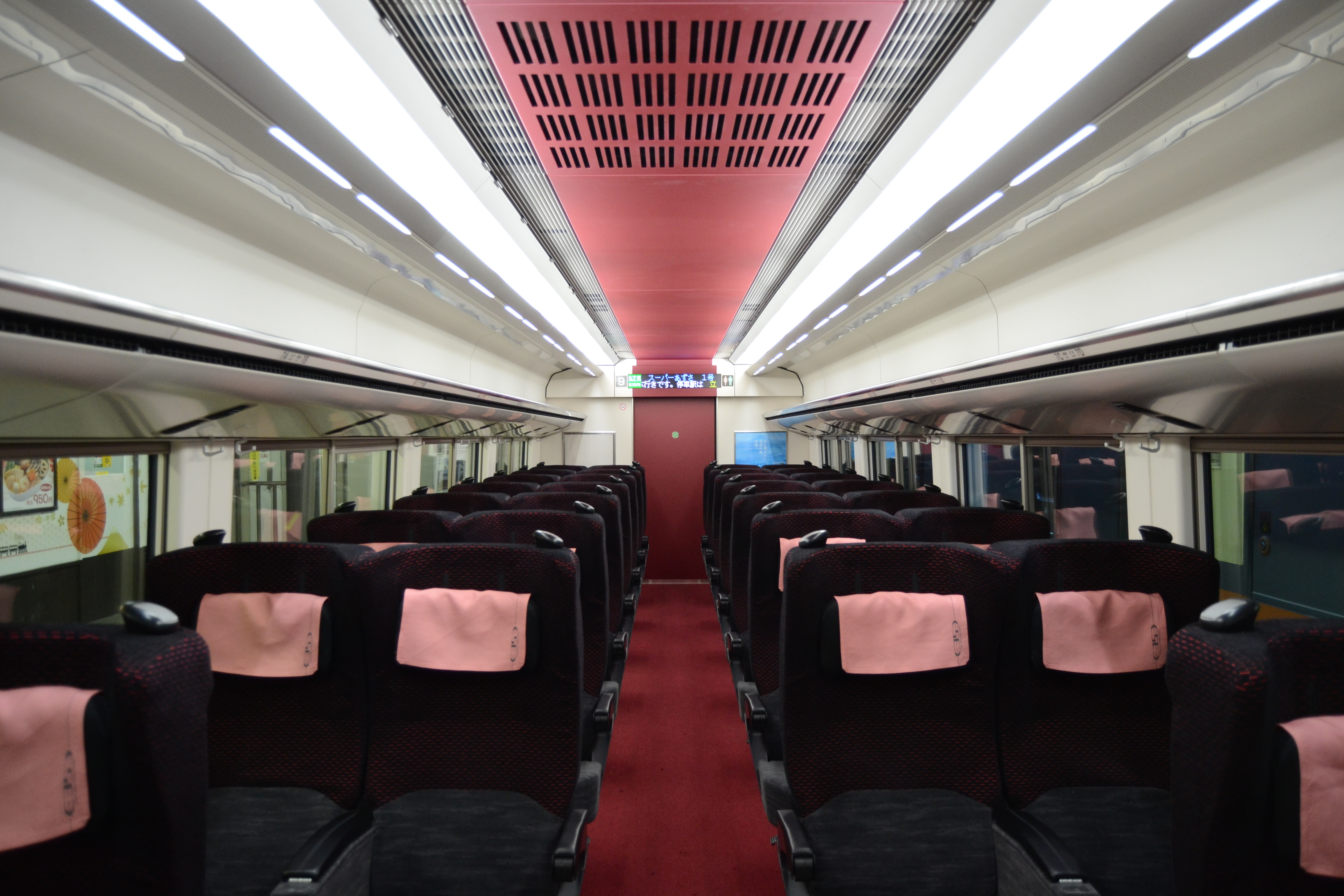
Intérieur de la "Green Class"
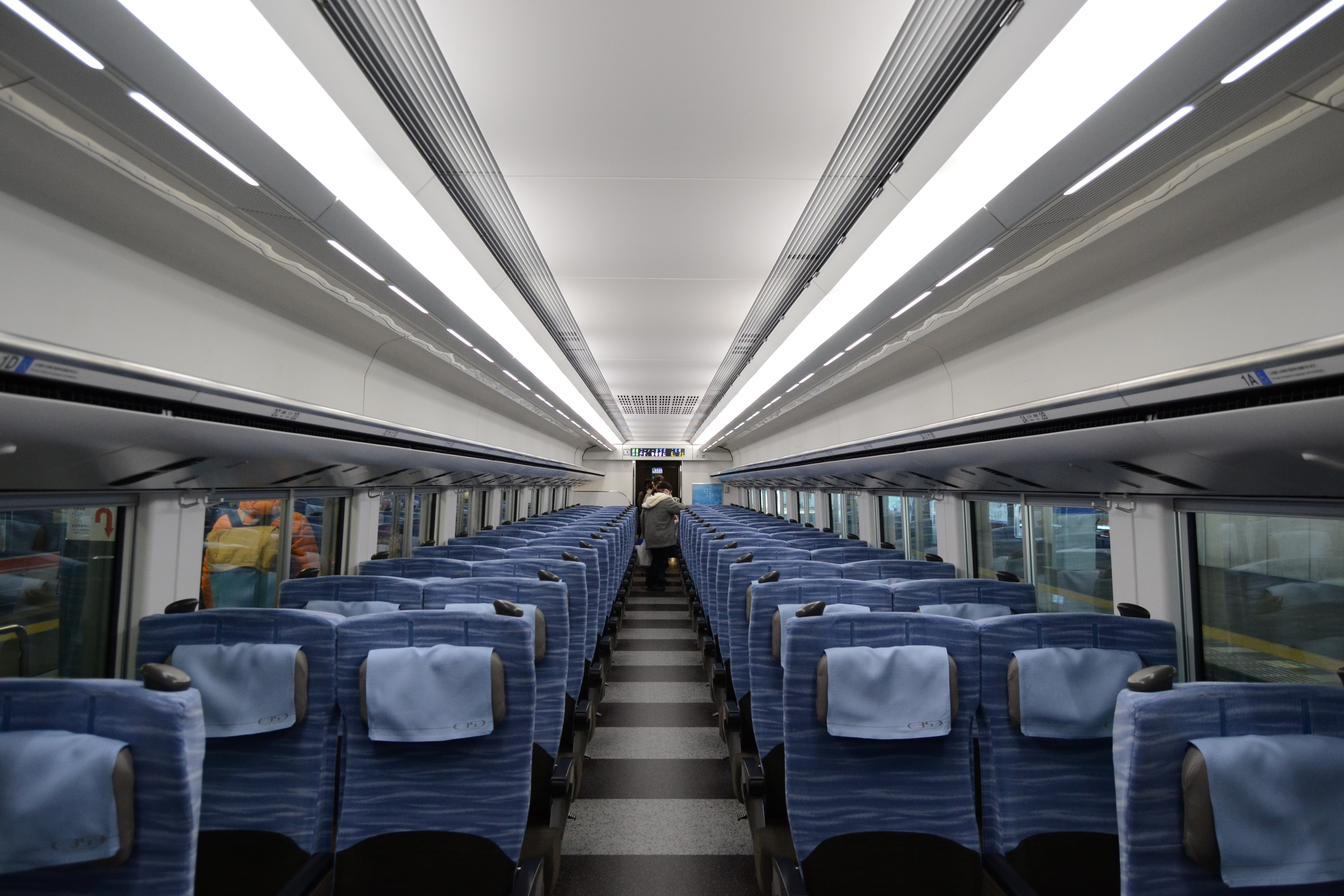
Intérieur de la classe standard